# やおい
やおいとは、男性同性愛（ゲイ）を題材にした女性向けの漫画や小説などの俗称。この意味では、やおいより「ボーイズラブ (Boys' Love, BL)」が近年よく使われる。また、それらを愛好する人 や、作中での同性愛的な関係・あるいはそういったものが好まれる現象の総体をやおいということもある。
男性同性愛を扱った女性向け作品の中で、パロディ作品をやおいと呼び、オリジナル作品と区別することもある。元々は、単に「物語性に乏しい漫画や小説などの創作物」を指す言葉だった。
また、恋愛関係・性関係にない二者間において、男女の区別なく友情以上の特別なものを感じさせる関係性を指すこともある。使用する人によって、時代や場所によって意味合いに揺れがあるため、明快な定義づけは困難である。

## 概要
マンガ同人誌の世界から広まった言葉である。やおいという言葉は次のような意味で用いられる。
1. 物語性に乏しい漫画や小説などの創作物（初期の用法、後述の#やおいという言葉の誕生の節を参照）
2. 商業作品・同人作品を問わず、男性キャラクター同士の絡みやそれを匂わすシーンを含む女性向けの創作物の総称
3. 2の中でも主に既存の物語（漫画・アニメなど）の男性キャラクターを使用してその同性愛関係を描いたアニパロ（アニメのパロディ）などの二次創作作品（#パロディやおいの節を参照）
4. セックスをしていない、恋愛関係にない二者において、友情以上の特別なものを感じさせる関係性。なお、男性同士に限られず、女性同士、異性同士にも使われ、性別ではなく人間関係の在り方がポイントになっている[4]。

本記事では主に2または3の意味でのやおいについて解説している。
もともと「やおい」に1以外の意味はなく、男性同性愛をテーマにしたアニパロ等を指すことはなかった。「不条理ギャグや、日常系のダラダラとしたギャグ要素のある仲良し物語」を指しており、アニパロとは長い間別物と考えられていた。
やおいは徐々に、男性キャラクター同士の絡みやそれを匂わすシーンを含む作品を指す言葉として、一部の同人誌を中心に一般化していった。やおいという名称が登場するまでは、男性同士の性関係を描いたものは「美少年もの」・「ホモマンガ」「お耽美」・「薔薇もの」などの呼び方がされており、やおいと言う言葉が普及してからは、広義のやおいに含まれるようになった。
ただし、3の意味でやおいという場合は、前述のオリジナルという意味でのボーイズラブとは明確に区別される。福岡女学院大学の吉田栞・文屋敬は、やおい同様に男性同士の恋愛を扱っているジャンルとして「少年愛」「JUNE」「耽美」「ボーイズラブ（BL）」といった作品群があるが、厳密にいうと両者は違うものだと指摘している。やおいは「原作の物語で展開された男性キャラクターの関係を独自の視点から読み替え、ここに後から自身の願望を入れ込むことによって新たな物語を紡いでいくというパロディ作品」であり、一方「少年愛」「JUNE」「耽美」「BL」といった作品群は「初めから女性の願望を入れ込んだ形で意図的に物語を成立させているオリジナル作品」であり、異なるものであるという。やおい・BLジャンルの読者にも、商業オリジナル作品は読むがやおい系同人誌は読まないという人がいる一方、逆にやおい系同人誌は読んでも商業オリジナル作品は読まないという人もいる。渡辺由美子は、商業誌か同人誌かといったことだけではなく、「女性の願望が物語の成立に関与しているかどうか」をやおいとそれ以外の重要な相違としている。近年では、男性の同性愛を主題とした女性向けの創作物のうち特に（二次創作でない）オリジナルの商業作品についてはボーイズラブ（BL）という呼称が使われることが多いが、単にやおいという言葉の代替としてボーイズラブという言葉が使われることもある。2000年代最初の10年ほどの間で、やおい・BLジャンルの総称はやおいからBLに移行し、日本国内で「やおい」という言い方はあまり使われなくなってきている。また性的描写が主体となっているかどうかでやおいとボーイズラブを区別する例もみられた。2の広義のやおいを片仮名表記の「ヤオイ」、3の二次創作を指す狭義のやおいを「やおい」と平仮名表記する使い分け や、3の用法を片仮名表記して男性のオタクとの区別を意識した女性のオタクを平仮名表記するという使い分け も見られる。
やおい（2、3の意味）・ボーイズラブ愛好者の大半を女性が占めており、愛好者の女性は腐女子（ふじょし）と呼ばれている。以前はヤオラーとも呼ばれた。腐男子（ふだんし）・腐兄（ふけい）と呼ばれる、全体からみれば極めて少数派の男性の愛好者も存在するが、大多数の男性からはおおむね嫌悪されているという意見もある。これらは愛好者の自虐的な呼称としても使われることもあった。
4の意味は、漫画家で長期にわたって同人活動もしていたよしながふみが、同人誌業界でよく聞く使い方であると述べており、作家の三浦しをんも同じ意味で使うと述べている。最後まで平行線を保ちながらたまに交わる関係性であり、最初反発しあっているがだんだん好きになるという関係は含まれないという。よしながと三浦は、やおいの本質は「孤独と連帯」で、男性同士なら何でもやおいというわけではないと述べている。またよしながは、こういった関係性のキャラの間柄を妄想して二次創作でセックスさせることもやおいと言うから、世間はやおいと言うものを混同してしまっているが、性愛を含む関係性はやおいではないとしている。
801と表記されることもある。

## 歴史

### やおいという言葉の誕生
坂田靖子の主宰する漫画同人会ラヴリに、会員の磨留美樹子の描いた『夜追い』（夜追）という漫画があり（波津彬子は、意味はよくわからないが独特の色気がある作品と評している）、真面目に付けられたタイトルだが、作者自身が後に「ヤマもオチも意味もない」とタイトルに当てはめていったと語っている。当時は同人誌の参加者はたいてい漫画家を目指しており、漫画を雑誌に投稿すると編集担当者から「ヤマがない」「オチがない」などと批評されており、編集者はストーリー構成に厳しく、書き手には山・落ち・意味をきちんと備えたものを書かなければならないという強迫観念があったといわれる。こういった状況を背景に、ラヴリの仲間内でシャレとして「ヤマもオチも意味もない」という意味で「やおい」という言葉が流行った。その後、ラブリのメンバーの波津彬子が他のメンバーらに声をかけ、1979年12月20日に波津彬子責任編集の同人誌『らっぽり』「やおい特集号」が発行されたが、波津は『夜追い』の不思議な魅力を追求し、定義づけしようという意図で作ったと述べている。これが「やおい」という言葉の初出といわれる。最初は「やおい」には性的な意味は含まれていなかった。BL作家の霜月りつによると、当時は同人活動でもストーリー性やメッセージ性のない漫画・小説などはバカにされていた。そういった状況で、実力派揃いの漫画サークルがこういった本を出し、ストーリーがなくても、書きたいところだけを書いてもいいという自由さを提示し、売れて高く評価されたことで、こういうことをやってもいいんだという免罪符のようなものになり、ストーリー性の薄い、作り手の読みたい・描きたいシーンだけを集めた創作物が作られるようになった。作り手の読みたい・描きたいシーンだけを集めると、結果的に「男同士のあぶない話」ばかりだったのだという。霜月は、『らっぽり』の「やおい特集号」は、この時代のエポック的な同人誌のひとつで、非常に影響が大きく、「なにかえっちなものを描きたいけど、それがなんなのかわからないという人にひとつの方向性を与えた」と述べている。（なお当時、商業では雑誌「JUNE」などでオリジナルの美青年、美少年同士の同性愛漫画があったが、JUNEの作家には、自分たちのマンガは「やおい（やまもおちもいみもない）漫画ではなくJUNEである」という自負があり、「やおい」と呼ばれるのには抵抗感があったようである。）
上記の『らっぽり』のエピソードは一般に広く知られていたわけではない。やおいの語源は、作品のほとんどが直接的な性描写のみによって構成されることから、ストーリー構成に必要な「ヤマ（山、山場）無し」「オチ（落ち）無し」「イミ（意味）無し」の3つが無いという意味で、この三語を繋ぎ、そう呼ばれるようになったといわれてきた。元々はジャンルを問わずヤマもオチも意味もない低質な漫画作品全般を指す用語として使われていた。その否定的な含意から、しばしば愛好者の自己卑下的な心情を表していると考えられている。しかし、パロディ感覚に満ちた遊び心から生まれた面もあり、東園子は、やおいと呼ばれる作品やそれを読む自分を相対化し、明るく笑い飛ばすような諧謔のニュアンスもあるのではないかと指摘している。中島梓（栗本薫）は『小説道場』（「JUNE」の読者の投稿小説を中島が批評するコーナーで、ここから多くのBL作家が生まれた。やおいという言葉がよく用いられた時代に連載）の単行本で、やおいという言葉は「『意味のあることだけが正しい』とされてきた既成社会への挑戦」であり「ヤマありオチありイミあり」社会に対するゲリラのテーゼ」と捉えている。東は中島の解釈を受け、「ヤマありオチありイミあり」の物語は、他の人が読んで面白く感じられる話であり、「自分を楽しませてほしい」という他者の欲望を意識した作品だと考えられるが、「ヤマなしオチなしイミなし」の物語であるやおいは、「他者の欲望に奉仕することを拒否し、書き手の欲望のみに従った物語であることを宣言した名称」ではないかと述べている。
その後の世代においては元々は否定的なニュアンスがあったという経緯を知らないままに使っている場合があるが、自身の作品を「やおい」と呼ばれることに嫌悪感を抱く作者も存在する。女性向けのパロディ同人誌でも男性同士の同性愛ではなく男女の異性愛を描いているものは、やおいと区別して「ノーマル」と呼ばれることがある。実際にはやおい系作品でも厳密に性描写だけから構成されるような作品は少なく、十分に物語性を備えたものであってもやおいと呼ばれ、やおい系作品であるが物語性を備えていることを強調するときは「やおいあり」ということもある。

### 発生以後の経緯
女性作者による男性同性愛を題材とした創作作品、という広い意味ではやおい系作品の起源は19世紀の小説までさかのぼることができるが、大衆文化として認識されはじめたのは消費社会化が進んでからである。
少女漫画の世界では、初期の段階（1960年代から1970年代）から性別越境的な要素を含む作品が存在しており、例えば手塚治虫の『リボンの騎士』に登場するサファイアや池田理代子の『ベルサイユのばら』に登場するオスカル・フランソワ・ド・ジャルジェは「男装の女性」と設定されている。このほか、1970年代には『真夜中のカーボーイ』『ベニスに死す』といった男性同性愛描写を含む映画がヒットするなどしていた。
少女漫画で初めて少年同士の恋愛を描いたのは1970年の竹宮惠子の『サンルームにて』であり、その後1970年代には「花の24年組」と呼ばれる少女漫画家たちが登場する。彼女らによる少年同士の恋愛を描いた漫画（竹宮惠子の『風と木の詩』、萩尾望都の『トーマの心臓』、山岸凉子の『日出処の天子』など）や森茉莉などによる耽美小説と呼ばれる美少年文学が、やおいが出現する直接的な背景となった。ただしこの頃の少年愛ものの漫画では「少年愛の持つ背徳感」に力点が置かれていたのに対し、この後登場するやおい系作品ではなんの疑いもないものとして同性愛が描かれているという違いがある。また性描写の表現にも差異が見られる（#ポルノグラフィ的側面を参照）。
1975年末には、第1回コミック=マーケットが開催された。参加者の9割は当時の少女漫画ファンの女子中高生であり、三崎尚人は、これは少女漫画ブームを反映したもので、コミケに来る女子イコール腐女子とは言えないと述べている。当時の同人誌は、既存の物語の友情を性愛に読み替えるといった要素は薄かったが、すでにやおい的な男性同性愛を主題とした女性向け同人誌が存在していた。特にエポックとなった作品が、コミックマーケットの創設母体となった同人サークル「迷宮」が、1975年7月の第4回日本漫画大会と同年12月の第1回コミック=マーケットで頒布した批評同人誌『漫画新批評大系』創刊準備号に掲載した『ポーの一族』の下ネタパロディ『ポルの一族』である。この作品は萩尾望都のファン活動を行っていた原田央男（コミックマーケット初代代表）が手がけたもので、脱構築による異化作用を狙った批評的作品であったものの、今日では同人誌即売会におけるエロパロ・二次創作の源流とみなされている。実際、この作品が初期コミケで大ヒットしたことによって、やおい系のパロディ同人誌が続出する大きな契機になった。なお、こうした作品は当時「ホモねた」という通称で呼ばれていたという。
1978年には「迷宮」の集会に参加していた佐川俊彦 の企画で美少年（男性同性愛）をテーマとした雑誌『JUNE』がサン出版から創刊され、やおい的表現が商業的な媒体に登場することになる。『JUNE』誌上では1980年代から竹宮惠子や中島梓による漫画・小説の指南コーナーが連載され、これが後に多数の優秀な作家を生む基盤となった。ただし『JUNE』上には女性の同性愛や両性具有を題材とした作品も発表されており、完全に男性同性愛に特化していたわけではない。
1979年には、前節で述べたように「やおい」という表現が発生したが、当初は男性同性愛テーマにした作品を指す言葉ではなかった。やおいは1980年代後半には定着したとされる。この頃のやおい系同人誌の原作アニメとして人気のあった作品には、1978年放送開始のアニメ『闘将ダイモス』、1979年放送開始の『機動戦士ガンダム』、1981年放送開始の『銀河旋風ブライガー』・『J9シリーズ』・『六神合体ゴッドマーズ』などが挙げられる。これらはいずれも少年向けのロボットアニメであり、キャラクターとしては『闘将ダイモス』のリヒテル、『機動戦士ガンダム』のシャア・アズナブルとガルマ・ザビ、『六神合体ゴッドマーズ』のマーグといった人物が取り上げられた。 ただし三崎尚人は、『六神合体ゴッドマーズ』の時点では、同人誌は市場と言えるほどの広がりはなかったと述べている。
この時期にはやおいがアニメ雑誌以外のメディアで取り上げられることはなかった。1980年代前半にはアニメ雑誌『アニメージュ』上でも、若年層を主要なターゲットとしていることもあって過激な性描写を含む作品も存在するやおい的な同人誌の情報は扱わなくなった（背景には吾妻ひでおらの『シベール』を起源とする男性向けのロリコン系同人誌の表現が問題視されていたこともあった）。それによって同人誌についての情報を入手するには同人即売会に足を運ぶ必要性が生じ、コミックマーケットの来場者数は大きく増加する。
1984年頃から漫画『キャプテン翼』を題材としたやおい系同人誌が大量発生し、やおいというジャンルが大きく飛躍するきっかけとなった。1986年の夏のコミックマーケットの売り上げの半分は『キャプテン翼』の同人誌が占めたとされる。これを機に「受け」「攻め」の概念（#カップリング）も整理され、後述する「週刊少年ジャンプなどに連載される少年同士の友情物語を性愛に読み替える」というスタイルが定着する。 1988年には『サムライトルーパー』が放送され、女性系同人誌市場は量的に大きく拡大した。また、当時の同人誌はレイティング（R指定や18禁などの年齢規制）がなく、誰でも通販で購入することができた。同人誌には新刊や既刊の紹介があり、その際エッチシーンが含まれる作品には「やおいあり」または「や（○の中に「や」）あり」と説明する作家さんが大半だったため、濡れ場シーンのある作品を「やおい本」と呼んでいた。
阿島俊（米沢嘉博）『漫画同人誌エトセトラ'82〜'98 : 状況論とレビューで読むおたく史』（久保書店）には、コミケットの主催者でもあった米沢が美少女コミック誌『レモンピープル』（あまとりあ社）誌上で報告していた当時の同人誌即売会の状況がまとめられている。以下に一部を示す。
| 号           | 抜粋 |
| ------------ | --- |
| 1986年3月号  | はっきり、ここは女の子オンリーだ。そして、何故うけたかというなら、スケベ、ホモをパロディに出来る少年キャラクターが、そこに沢山いたからである。それらの中には、かなり過激なものもある。なんてことはない。ロリコンとまったく同じ構造なのだ。（中略）もはや、キャプ翼軍団は、しばらくは止めることができないに違いない。かつて女の子達がロリコンに眉をひそめながらも、それを遠巻きにして見守るしかできなかったように。（89頁） |
| 1986年7月号  | 女の子達の間での「キャプテン翼」人気は相変わらずすごく、某即売会では、一階分マルマルキャプ翼だったりしたそうだし、夏のコミケットにも1000近いキャプ翼系サークルの申し込みがあったとかいう話も聞いた。ひとくちに1000といっているが、それはコミケット参加サークルの2～3割にあたる。ロリコンブーム最盛期の頃ですら、ロリコンサークルの割合は1割以下だったことを考えれば、まさしく異常人気といえるだろう。（95頁）              |
| 1986年11月号 | キャプ翼ジャンルは相変わらず人気を集めていたが、それに星矢ジャンルが加わった形でシーンは作られていった。（中略）若い女の子たちは、手に入れた「やおい」という方法論と同人誌というメディアで、さまざまな遊び、実験を行い、熱狂の祭りを作り出し、同人誌界そのものを盛り上げていったのである。（103頁） |

1990年代には、やおい系同人誌で活躍していた作家がスカウトされて商業ボーイズラブの方面に活動の場を移すという傾向が生まれた。『キャプテン翼』と同じく週刊少年ジャンプのスポーツ漫画である『SLAM DUNK』によってやおい同人誌の市場は拡大し、ゼロ年代に入ると『テニスの王子様』の人気によって若年層（小・中学生）の愛好家も増えていった。また、『機動戦士ガンダムSEED』以降のガンダムシリーズのように、腐女子層を意識しているとみられるキャラクター設定で作品が制作される例もでてきた。1998年頃からはインターネットの普及に伴い、同人サークルがホームページを次々と開設し、ネット経由の愛好家が増えていく。このほか、1980年代後半から1990年代前半にかけては女性の間でゲイを描いた映画作品が人気を集めるなどする「ゲイブーム」があった。
ゼロ年代半ば頃から『電車男』のメディアミックス展開を機に主に男性のオタクに対する注目が集まったが、2007年頃から、腐女子ややおい・ボーイズラブといった文化もメディアで取り上げられることが多くなった（腐女子も参照）。また、ゼロ年代前半頃からは腐男子・腐兄といった用語の浸透とともに男性の愛好者も増加し、その存在が認知されるようになった。

### 日本国外での動向

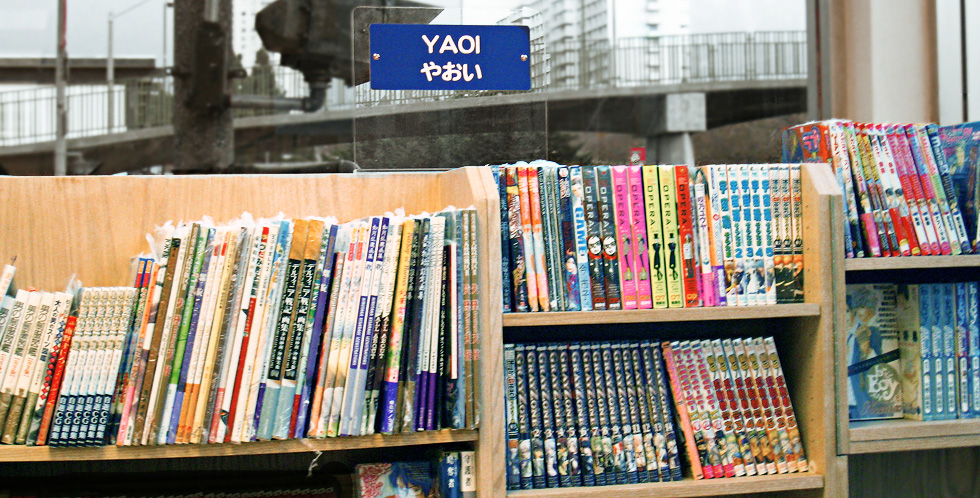
アメリカの書店のYaoiコーナー

欧米文化では、日本文化でのやおいに相当するような男性同性愛関係を読み込んだ二次創作（ファン・フィクション）としてスラッシュと呼ばれるものがあり、特にアメリカのテレビドラマ『スタートレック』に登場するジェームズ・T・カークとスポックを題材とした二次創作がK/Sフィクションとして知られている。SF評論家の小谷真理は、スラッシュ文化と日本のやおい文化には多くの共通点があると指摘している。例えば愛好家の大半が女性であること、特有の専門用語が多数存在すること、独自の流通ルートを確立していることなどである。また、前述した『スタートレック』は宇宙船を舞台としたスペースオペラ（SFのジャンル）であるが、日本のやおい文化の誕生する背景となった24年組の少女漫画作品にもSF的な設定が用いられていることがある。これについて小谷真理は、関連のないことがらに対して科学的な関係性を浮かび上がらせる「SF的想像力」が、ストーリー上の些細な点から登場人物の2人の男性に対して同性愛関係を読み込む「やおい的想像力」と符合しているのだと説明している。

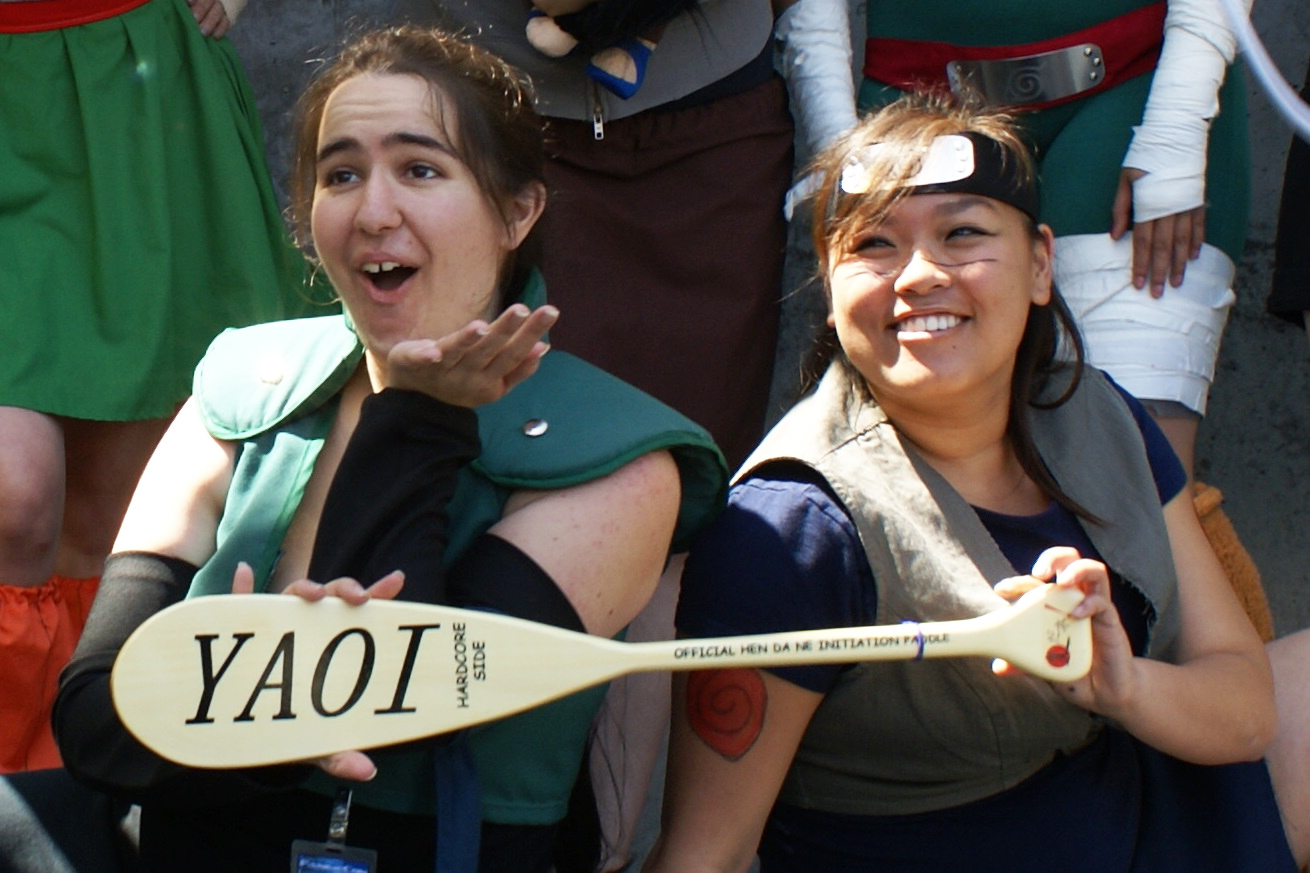
海外のアニメイベントで流行したやおいパドル（パドルはお尻を叩く道具）

日本のやおい・ボーイズラブ文化は1990年代末～2000年頃から欧米に浸透していった。その背景には、もともと欧米にはなかった「女性が漫画を読む」という習慣が日本の漫画文化の流入によって定着してきたことと、インターネットの普及に伴って公式には輸入されていない作品の情報にも容易にアクセス可能になったことが挙げられる。アメリカ合衆国では、2000年にケーブルテレビで『新機動戦記ガンダムW』が放送されたのをきっかけにやおいファンが増加し、2001年にはやおいをテーマとしたコンベンションであるYaoi-Conが開催された。2003年からは『FAKE』『グラビテーション』を皮切りに日本の商業ボーイズラブ漫画がアメリカに輸入されて予想以上の売れ行きを記録し、2006年～2007年頃にはアメリカの漫画市場で安定したヒットを維持しているジャンルとして各種メディアでやおいが取り上げられた。一方、漫画は子供が読むものだという社会通念の存在するアメリカでは、若年の登場人物同士による同性愛描写などが問題視されることがあり、警察の介入でボーイズラブ系サイトが閉鎖に追い込まれたり、大手スーパーマーケットのウォルマートがボーイズラブ系の作品を取り扱わないことを宣言するなどの動きも見られる。
専門用語の使い方としては、二次創作を「やおい」、オリジナル商業作品を「ボーイスラブ」と区別するような日本での傾向はアメリカには存在せず、まとめてBL・Yaoiと呼んでいる。長池一美は、欧米ではライトテイストの作品が「少年愛」、性描写のある作品は「やおい」と呼ばれると述べている。「攻め」「受け」といった用語も翻訳されることなくそのままSeme・Ukeとして使われている。
現在では日本や欧米だけでなくアジアや中南米を含めて、メディアの発達とフェミニズム運動を経験した地域ではやおいに相当するサブカルチャーが分布している。

## 特徴

### やおい・BLジャンル全般

#### カップリング
やおい系作品において同性愛関係になる二人の男性キャラクターには、「受け」と「攻め」と呼ばれる役割分担が行われる。「受け」は女性的・受動的な役割を担い、「攻め」は男性的・能動的な役割を担う。やおい作品では後述するように肛門性交が行われることが多いが、挿入するほうが「攻め」、挿入されるほうが「受け」である（女性同士の場合、現実のレズビアンの間では「タチ」「ネコ」といわれる）。中島梓によれば、性描写のシーンでは「攻め」が「受け」を射精に導き、続いて「攻め」が「受け」に挿入する、という流れが一般的だという。
このような役割分担はカップリングと呼ばれる。「攻め」と「受け」を入れ替えたものを元のカップリングに対する逆カップリングといい、元のカップリングでは楽しめた人でもその逆カップリングでは全く楽しめない、ということがある。記法としては、「×」の記号を使ってその左側（縦書きなら上側）に「攻め」、右側（縦書きなら下側）に「受け」のキャラクターの名前を入れる。例えば『テニスの王子様』の二次創作で「手塚×リョーマ」と表記されていれば、登場キャラクターの手塚国光が「攻め」で越前リョーマが「受け」ということになる。1990年代後半からは「×」の部分を含めてある程度を省略して数音節にまで短縮して表記することがしばしばある。主に男性オタクが好みの女性キャラクターに対して使う俺の嫁というインターネットスラングを好みのカップリングに流用して使うこともある。
性描写を含まない作品でも、精神的な面を考慮に入れてカップリング自体は行われる。なお、男性同士だけでなく、男女、女性同士でもカップリングは行われる。男女のカップルで女性が積極的な場合に、女×男という表記がされることもある。男女のカップルはBLに対してNL（ノーマルカップリング）と表記されるが、異性愛がノーマルなら同性愛はアブノーマルであるとも解釈できるため、この呼称には批判もある。
男性同士のカップリングでは、「攻め」の人物のほうが「受け」の人物より高身長・年上であることが多く、容姿の面などからも「攻め」が男性性、「受け」が女性性を帯びた存在として描かれるのが一般的である。ステレオタイプな王道の攻めは「スーパー攻め様」と呼ばれることもある。しかし永久保陽子によれば、どの人物が「受け」あるいは「攻め」であるかを示すわかりやすいサインとして「受け」の女性性や「攻め」の男性性が描かれると同時に、それだけではあまりにも異性愛の擬態のようで興ざめしてしまうため、過度の類型化を防ぎバランスをとるために「攻め」の女性的要素や「受け」の男性的要素も描写されているという。
近年のやおいについては、男性的な「攻め」と女性的な「受け」の役割分担が厳密でなかったり固定されていなかったりするケースが増えている。例えば「攻め」と「受け」が交換可能なリバーシブル）、常識的なイメージから連想される組み合わせを逆転させる下剋上、従順な役割を帯びることの多い「受け」が傲慢な態度を示す女王受け・俺様受け、目下の立場にある年下が「攻め」を担う年下攻め、といったように、従来の関係性へ「ずらし」を加えるようなサブジャンルが存在する。BL小説には受けが美しく女装して周囲を欺き、身代わりの花嫁になる「花嫁もの」というジャンルがあるが、新也美樹『嫁に来ないか』海王社（2006年）で、スーパー攻め様の要素を持つ花嫁願望のある攻めという王道を逆転した関係が描かれ、以降攻め嫁というカテゴリーが確立している。
やおい的欲望には「茶碗二個あれば何杯でもおかわりできる」という格言があり、これは2つの茶碗にわずかでも（片方がもう片方よりわずかに大きいなど）相違点があればそれをやおい的文脈で解釈して妄想を膨らませることができることを表している。このように、腐女子の間では対象を人間に限らず、「机と椅子」「森ビルと松坂屋」「携帯電話と充電器」などの無機物に対してもカップリングを行う行為がなかば冗談として行われる。ただし、千田有紀は、やおい・BLジャンルの読者が皆、このようなカップリング妄想でいくらでも時間が潰せるといった「典型的な腐女子」像のイメージに当てはまるわけではないと指摘している。腐女子も1枚岩ではなく、少なくとも2つ以上のグループがあると述べている。
パロディやおいでは、男性キャラクターを女性にすることもあり、女体化と呼ばれる。この場合、原作では攻めも受けも男だが、二次創作のストーリー上は男女の組み合わせになる。パロディやおいで女体化するのはほとんど受けだが、稀に攻めの場合もある。もともと女性だったという設定は「先天性女体化」、何らかの理由で女性に変化したという設定は「後天性女体化」と呼ぶ。女体化自体はやおいに限定されず、男性向けでも見られ、人気キャラクターの女体化フィギュアが発売されることもある。キャラクターを根本的に改変する行為であるため、女体化を嫌う人も多い。
やおい・パロディやおいで、受けの妊娠・出産が描かれることもある。商業オリジナルの場合、寿たらこの『SEX PISTOLS』のように、男性が出産できる何らかの設定・世界観が描かれる。ジェンダーSFと親和性の高い作品もあり、『SEX PISTOLS』は第7回センス・オブ・ジェンダー賞特別賞を受賞している。パロディやおいでは、受けは女体化していることもあれば、男性のまま妊娠し子供を産んでいることもあり、この場合受けの「やおい穴」（受けの男性キャラクターの下半身についているとされる謎の器官、もしくは性器）は完全に第三の性器として扱われている。

#### ポルノグラフィ的側面
男性同士の間での性愛関係はやおいの前提条件であると論じられることがある。1990年代後半以降の商業ボーイズラブ作品では、性描写に重点を置くものがみられるようになった。（商業ベースの）ボーイズラブ小説とボーイズラブ漫画では前者のほうが直接的な性描写が含まれる割合は高いとされる。また、24年組などの少年愛漫画での性描写は、愛撫があっても挿入は描かれず具体的にどんな行為をしているのかはっきりとはわからない形で表現されているが、ボーイズラブものの作品での性描写はそれと対照的にかなり具体的に表現されていることが多い。
やおい・ボーイズラブの読者が感情移入する対象は攻めの男性である場合と受けの男性である場合の両方のケースがあり、さらにどちらにも感情移入することなく客観的に作品を鑑賞しているケースがある。守如子によれば、女性読者が攻めの男性に感情移入しているときは「男性が男性向けのエロ漫画を鑑賞してそこに登場するヒロインを性的対象としてみている状態」の性別を入れ替えたものであり、女性読者が受けの男性に感情移入しているときは「女性がレディース・コミックを鑑賞してそこに登場する性的対象となっているヒロインに感情移入している場合」と同様であると整理している。
やおい系の二次創作については、ポルノグラフィの方法論を用いながらも男性キャラクター同士の純愛の描写に力点が置かれているという指摘もあり、単純にポルノグラフィとも言い難い。小泉蜜は、「やおい」という言葉で総称されている作品群は「『恋愛』と『性』が中心ではありますが、やおいとは『ポルノ』としてくくれるほどポルノに徹しているわけではなく、『恋愛小説』と呼ぶにはあまりにも現実の恋愛とかけ離れ、『少女マンガ』や『青春小説』というにはちょっと異様でありすぎます。」と述べ、単純にポルノとも言い難いことを指摘している。
評論家の荷宮和子は1995年の時点で、やおい第一世代を対象とした雑誌が苦戦を強いられていることや、やおい愛好家の高齢化が進み後続に乏しいことから、女性がポルノグラフィを消費したいという根源的な欲求を持っていたのではなく、単なるトレンドに過ぎなかったのではないかと述べている。
なお、性描写がほとんどない二次創作系作品もあり、性描写のない・多くないやおい作品を好む読者もいる。性描写がほとんどない二次創作系作品は「健全本」と呼ばれる。特に男性同士の日常の描写に力点を置いた作品は「ほのぼの系」といわれる。
ライターの堀あきこ やエッセイストの杉浦由美子 は、性描写のある日本の女性向け漫画のジャンルとしてレディースコミック・ティーンズラブ・やおいの3つを挙げている。レディースコミックやティーンズラブは男性同士の同性愛ではなく男女の異性愛を描くジャンルではあるが、もともとはやおい・ボーイズラブ系の作品に関わっていた作家に「男性同士の恋愛として描いてきたものを男女の関係として描いてほしい」と依頼して創作されていたという経緯がある。

#### 女性キャラクターの排除・周辺化
やおい系作品では、男性キャラクター同士の恋愛・性的関係が描かれる一方で、女性キャラクターは作品から排除される傾向にある。漫画家・評論家の榎本ナリコはこれについて、女性読者にとって意中の男性キャラクターが自分以外の女性と結ばれることを防いで失恋に保留をかけることができるというメリットがあると説明している。小説家の三浦しをんは自身のエッセイの中で、ボーイズラブ漫画に登場する女性キャラクターは、男性キャラクターを傍観するだけであったりレズビアンであるなど「男性キャラクターと恋仲になる可能性の無い女性」に限られるとしている。また、ボーイズラブ漫画の中で恋愛する主体としての女性の心理が描かれた珍しい作品として紺野けい子の『愛の言霊』を挙げている。
高橋すみれは、やおい系の二次創作作品中において女性キャラクターが単なる脇役ではなく、同性愛関係として描かれる男性キャラクターたちを「まなざす主体」として配置している作品がみられることに注目しており、これはある意味でやおい系作品を鑑賞している腐女子自身の姿をうつしたものだともいえるとしている。

### パロディやおい
二次創作としてやおい系同人作品は、主に既存のアニメ・漫画に登場する男性キャラクター同士での恋愛・性愛を描いているが、実在の人物（男性アイドル、スポーツ選手・ミュージシャン・お笑い芸人 など）をキャラクターとして使用する人もいる。実在の人物を対象とする場合を特に「ナマモノ」という。既存の創作物を原作とする場合、それをジャンルという。

#### 原作として選択される作品の傾向
一般に二次創作の原作となる物語は、パロディ化するだけの余地を残したあまりメッセージ性の高くない作品が好ましいとされる。その他、やおい系の二次創作で原作として選ばれる作品には以下のような傾向がある。
既存の物語を原作とする場合、その中で、男性キャラクター同士の友情やライバル関係などに注目し、それを恋愛・性愛関係に読み替えることになるが、その際、原作では存在し得なかった恋愛関係が新たに捏造される形になっており、最初から男性同士の恋愛が描かれているような作品は避けられる（アニメなどで女性受けを狙って男性同士の恋愛要素が導入されることがあるがかえって狙いすぎだと興ざめされて敬遠されることもある）。このため商業ボーイズラブ作品を原作として二次創作の同人誌が展開されるようなことはほとんどない。渡辺由美子は、オリジナルのボーイズラブ作品にははじめから女性の欲望が埋め込まれているのに対し、やおい系同人誌では一般向けの物語に女性の欲望をあとから埋め込む形で成立していると対比しており、やおいを「火のないところに煙を立たせる解釈遊戯」と表現している。
原作の作品中で男女の恋愛が描かれたとしても、それは副次的なものに過ぎず、恋愛よりも男性同士の絆が重要視されるような価値観が支持される。これまでの条件をまとめると、
- 男性間の友情が重要な要素として描かれ、
- 男女間の恋愛はそれ未満のレベルでのみ描かれ、
- 男性間の恋愛・性愛自体は描写されない

という条件を持たした作品がやおい系同人誌の原作としてしばしば選択される。つまり、男性たちが共通の目的のために力をあわせて奮闘して絆を深めていく作品が好まれる。
こういった事情から原作となるのは少女漫画よりも男性向けの少年漫画であることが多く、特に「努力・友情・勝利」をテーマとした週刊少年ジャンプ連載の漫画には、『キャプテン翼』・『聖闘士星矢』・『SLAM DUNK』・『DEATH NOTE』・『銀魂』・『テニスの王子様』・『家庭教師ヒットマンREBORN!』など、やおい系二次創作の原作として人気の高いものが多い。漫画評論家・同人研究家の三崎尚人によると、2007年時点で女性向け同人誌の3割程度を週刊少年ジャンプ連載の漫画が占めているという。

#### パロディやおいの分類
社会学者の東園子によれば、やおい的二次創作には、原作の設定を維持しながらそこでは描かれていなかった部分を書き手の想像力で埋める形の原作ベースと、（歌舞伎の「綯い交ぜ」のように）原作の設定を変更して描くパラレルがあり、原作ベースの二次創作が多数行われてパターンが出尽くしたときにパラレル系二次創作が行われるという流れがままある。パラレル系作品は「原作の登場人物を別の作品のそれに置き換える」「原作の舞台設定を別の作品のそれに置き換える」「原作の人間関係を別の関係に置き換える」という3パターンにさらに細かく類別できる。
渡辺由美子は、同様の対比を「原作の延長線型」「飛躍型」という形で行っている。

## 論考
やおいをテーマとした論考は、作家自身によるエッセイ的な評論からジェンダー論・精神分析論・心理学・サブカルチャー論といったものを元にした学術的研究まで存在し、専門家による論考のほかに、学生が卒業論文のテーマとして選んだり、インターネット上で独自の論考を発表する者も多い。大学の講義でテーマとして取り上げられることもある。
初期の分析は、なぜやおい・BLジャンルを愛好するのかという動機が観点だった。この観点での分析は、BL作家でもある中島梓（栗本薫）『コミュニケーション不全症候群』（1995年）が最初であり、当事者の視点に立った議論が展開された。やおい・BLジャンルを愛好するのは「男女差別の中で抑圧された女性性が自傷的行為に走らせているからだ」という理解が中心で、「女性が女性という性であること自体に対しての強い不適応感」や、「女性は選別される性として、他者からの承認によってしか自己肯定感を得ることができなかった」ということが問題視された。しかし、永久保陽子『やおい小説論』（2005年）以降は、抑圧からの逃避というより、女性によるジェンダーの娯楽化であると理解され、動機よりも作品で「なに」が描かれているかという観点にシフトしてきている。 やおいを愛好する女性の心理の分析ではなく、やおいが社会にとってどのような役割・機能・効果を果たしているのかについて考察するものもあらわれるようになった。カップリングの節で前述したように、やおいが異性愛秩序を転覆させるものなのか再生産するものなのかというところが焦点となることも多い。

### 引用される理論
やおいについての論考は様々であり、1人の論者が複数の説を挙げていることも多い。フェミニズムやジェンダー論の観点から語られることが多い。森川嘉一郎は、いわゆるエロゲーの愛好家が男性のごく一部であるのと同様に、いわゆる腐女子は女性のごく一部にすぎないにもかかわらず、やおい・ボーイズラブといった嗜好があたかも女性全体に通じるものであるかのように扱われていることを指摘し、男性と女性の非対称性を扱うジェンダー論のように一般女性とオタク女性（腐女子）を対比するための体系的理論が用意されていないことに起因しているとしている。なお、やおい・BL文化をフェミニズムやジェンダー思想で過剰に正当化している、腐女子やBLをフェミニズムやジェンダー思想の普及・実現に利用していると思われた場合、そういった主張・行動をする腐女子・腐男子が「腐ェミ」と呼ばれ批判されることもある。
以下に述べるように、やおい系二次創作に関する論考で引用される理論としては、社会学者のイヴ・セジウィックが提起したホモソーシャル理論、文芸評論家のスタンリー・フィッシュによる解釈コード・解釈共同体の理論、哲学者のミシェル・ド・セルトーが提起した「密猟」の概念などがある。
文学研究者の村山敏勝は、セジウィックの著作『男同士の絆 イギリス文学とホモソーシャルな欲望』の書評にて、セジウィックの試みを「他者の欲望を推し量り、それに寄り添い、同一化しえないものに同一化する可能性に向けての読みを実践している」と評価し、それを「やおい」と関連付けて論じた。それ以降、やおい論においてセジウィックが提唱したホモソーシャルの理論を援用することが定石となった（例えば東園子・金田淳子・高橋すみれ、堀あきこ、藤本由香里 など）。ホモソーシャルとは男性同士の間で結ばれ、同性愛的な側面を持ちながらも同性愛自体は明確に拒否されるような連帯関係であるが、やおい系二次創作は「作品中のホモソーシャルな関係をホモセクシュアルな関係に読み替える想像力」というように説明されることもある。一般に男性同士のホモソーシャル的な関係は公的領域において結ばれるが、それを腐女子の想像力によって私的領域に持ち込むことによってホモセクシャルに読み換えられていると考えられる。三浦しをんは、ボーイズラブ漫画にきわめて多様な職業の男性が登場することに注目し、その理由を「仕事によって男性同士の関係にリアリティが生まれるから」だと分析している。他方、石田仁は、ホモソーシャル概念に適合しやすい作品だけが分析の対象となりそうでない作品が研究対象から取り残されていく危険性を指摘している。なお、腐女子たちが形成するコミュニティには女性版ホモソーシャルともいえる関係性があるとの指摘もある。詳細は腐女子#コミュニティを参照。
スタンリー・フィッシュは、読解のための特有の「解釈コード」を共有する集団である「解釈共同体」とし、テクストはそれ単独で意味を持つのではなく、その解釈コードによって意味を見出され、それが共同体の合意を得ることによって強化されてゆくとした。この理論に基づけば、腐女子たちは大きくは「男性同士の友情の性愛への読み替え」という共通の解釈コードを持ち（細かくは「自分好みのカップリング」という細分化された解釈コードを持ち）それを共有する同人仲間という解釈共同体を形成し、同人誌上の雑談ページやインターネット上のコミュニティでのやりとりで原作というテクストに対する解釈の確認や議論を行っているのだと考えられる。解釈共同体の概念は、金田淳子・高橋すみれ・笠間千浪 が用いている。
ミシェル・ド・セルトーは、自身の居場所を確保できない弱者が他者の居場所を密かに利用することを「密猟」という概念として捉えたが、前述のように本来であれば（恋愛要素の多い）少女漫画のターゲットとして想定されているはずの少女たちがあえて（恋愛要素の希薄な）少年漫画を原作として選択して、それを恋愛の話に読み替えるということは、この「密猟」という概念に相当するともいえる。密猟の概念は、前述（#日本国外での動向）した欧米のスラッシュ文化の研究にも援用されることがある。

#### 「攻め」と「受け」の関係性に関する議論
精神科医の斎藤環 やアニメライターの渡辺由美子 によれば、「攻め」と「受け」の関係は、SMにおけるS（サディスト）とM（マゾヒスト）の関係と親和性が高いという。石田仁は、SMという言葉が出現する前は同様のことを「責め/受け」と呼んでいたことに注目し、このうち「責め」が同じ読みの「攻め」に転じてやおい文化に受け継がれた可能性を示している。守如子は「攻め/受け」の定義を拡張してそれぞれ「身体的快楽を与える側/身体的快楽を受ける側」と捉え、この定義を使って（レディース・コミックや男性向けの美少女コミックといった）異性愛を描いたものを含めたポルノグラフィ全般の分析に用いている。
「攻め」と「受け」のジェンダー的な役割分担に関しては、やおいが異性愛秩序に対する対抗なのか、それとも形式的に同性愛の形をとりながらも異性愛を反復しているのか、という議論の論点となる（男性向けのポルノグラフィについての考察でもそれがジェンダー秩序の破壊か強化という2つの立場が存在している）。そのため、やおいというジャンルそのものが、ジェンダー秩序について二面性を持っているのだと弁証法的に説明されることもある。西村マリは、「受け」と「攻め」の役割分担は男女のそれというよりも親子のそれに近いと述べている。

### やおい・BLと男性同性愛
溝口彰子は、やおい作品には伝統的に
1. 登場する男性キャラクターが同性同士の恋愛においても自分は異性愛者であると主張している。
2. 登場人物がセックスその他において、受けと攻めに分かれ、固定化された擬似男女的な役割を演じている。
3. （いつも）アナル・セックスをする[149]。

といった特徴が多く見られると述べている。こういった、女性の視点から一方的に美化され、歪曲された男性同性愛像がやおい作品によって流布されていることが、やおいというジャンルに対して現実の男性同性愛者から違和感や反発が寄せられる理由のひとつとなっている。男性から見て奇異な描写の典型として「やおい穴」がある（腐女子#腐女子が主に使用する用語を参照）。
前述した欧米文化におけるスラッシュ系文化に対しても、ゲイサイドから同性愛に対する陵辱であると抗議の声があがったことがある。やおい・ボーイズラブ作品は、登場する男性キャラクターがたいてい同性愛者ではなく異性愛者として設定された上で同性愛的な関係におよぶこと、また自身の同性愛嗜好について葛藤する描写がほとんどみられないという点において通常のゲイ文学とは異なる独自のジャンルと考えられる。
自らやおい愛好者でレズビアンであることを明らかにしている溝口彰子は、2000年に、やおい作品にはゲイ・アイデンティティ（自らをゲイであると認めること）の忌避が顕著であり、やおい作品における男同士のカップリングは男女間のロマンチック・ラブを男性間の関係に置き換えたもので、強力な異性愛中心主義とホモフォビアに彩られていると指摘していた。その後2007年になり、「俺はホモなんかじゃない」というセリフを言わない主人公、カップルの一方または双方が自覚的ゲイであるキャラクターが増えていると述べるようになった。杉浦由美子や三浦しをんもゼロ年代末の時点で実際にゲイの登場人物によるボーイズラブ作品が増加傾向にあると報告している。
上野千鶴子 や中島梓 はやおい系作品内での男性キャラクター同士の同性愛的な関係と現実のゲイの男性間の同性愛関係は全く別物だと捉えており、水間碧（谷川たまゑ）はこういった考え方を「隠喩としての少年愛嗜好」であると表現している。こういった見解に対して石田仁は、やおい系作品で描かれる男性同士の同性愛関係はあくまで現実の同性愛を根源として物語の理解可能性を担保しているため、両者が無関係という主張は筋違いだと述べている。

### パロディやおいと男性オタク向け二次創作の消費様式の違い
男性のオタクの間で行われる二次創作では多数の萌え要素の組み合わせで構成された美少女キャラクターが単体で消費の対象となっているのに対し（データベース消費を参照）、腐女子が行うやおい的二次創作は原作でのキャラクターとキャラクターの間の「関係性」に着目したものであり、これを東園子は「相関図消費」と呼んでいる。社会学者の宮台真司も（男性オタク的な）萌えと女性オタク的なやおいを、「記号のインフレ」と「関係のインフレ」と対比している。また、データベース消費な男性オタクの消費様式がしばしば他者との人間関係から独立した自己完結的なものであるのに対し（東浩紀は「動物化」と呼んでいる）、腐女子の妄想はそのコミュニティに密接に関わっている点でも異なる。男性のオタクでは個々の作品解釈について意見が分かれても深刻な対立に発展することはあまり無いが、腐女子のコミュニティではカップリングの解釈に対する異常なこだわりゆえに対立を生むことがある（カップリング (同人)#男性向けの場合も参照）。特に激しかった対立としては『キャプテン翼』の若島津健と日向小次郎のどちらを「攻め」、どちらを「受け」に設定するかというものがあり、作品発表から10年以上経過してもなお両方の解釈の同人作品が制作されている。
データベース消費の概念を提起した東浩紀自身は初期のオタク系文化について、男性オタクは「女性化」、女性オタクは「ホモソーシャルをホモセクシュアルに読み替える（#引用される理論で後述）」という形で男性優位社会のイデオロギーという大きな物語（社会全体に共有される価値観・規範）を虚構化して反復するという構図で捉えられるとした上で、1995年以降は男女の区別なく「萌え」によるデータベース的な消費に移行しているとしている。また、男性オタクの間でギャルゲーに登場する美少女キャラクター同士の関係性を描いた二次創作がみられることについて、ほとんどやおい的な展開になっていると述べている。吉本たいまつは、男性オタク的な消費が「萌え要素」のデータベースによるものであることと同様に、やおい・ボーイズラブもカップリングの節で前述した「ヘタレ攻め」「誘い受け」などの関係性のデータベースを用いた消費であるため、データベースの構築に基づく消費という意味では男性オタクも女性オタクも類似していると述べている。評論家の金田淳子も「年下攻め」などの特別な用語は男性オタク的な「萌え要素」と共通する部分が多いとしながらも、それらの用語はあくまで（萌え要素のような単体のものではなく）関係性を表すものであることを強調している。
やおいから分岐した分野として幼い少年を性愛の対象とするショタものがある。この分野では男性の愛好家と女性の愛好家が共存しており、斎藤環の個人的な印象ではほぼ同数である。ただし斎藤は、男性作家によるショタものと女性作家によるそれでは、前述のような男女のセクシュアリティの欲望の差が反映されているとみている。